# 132 (число)
Вижте пояснителната страница за други значения на 132.
132 (сто тридесет и две) е естествено, цяло число, следващо 131 и предхождащо 133.
Сто тридесет и две с арабски цифри се записва „132“, а с римски цифри – „CXXXII“. Числото 132 е съставено от три цифри от позиционните бройни системи – 1 (едно), 3 (три), 2 (две).

## Общи сведения
- 132 е четно число.
- 132-рият ден от годината е 12 май.
- 132 е година от Новата ера.